# Andrei Terian
Andrei Terian (n. 30 noiembrie 1979 la Sibiu) este un critic literar și profesor universitar român.

## Biografie
S-a născut în 1979, în Sibiu, unde a crescut și și-a petrecut cea mai mare parte a vieții. În prezent (aprilie 2022) predă la Facultatea de Litere a Universității Lucian Blaga din oraș. Și-a luat doctoratul în Filologie la Universitatea din București, sub coordonarea profesorului și criticului Nicolae Manolescu. Este profesor de literatură română de trei decenii.

## Opera
- G. Călinescu. A cincea esență, Editura Cartea Românească (CNCS B), București, 2009, 768 p. ISBN 978-973-23-2853-8
- Teorii, metode și strategii de lectură în critica și istoriografia literară românească de la T. Maiorescu la E. Lovinescu. O abordare comparativă, Editura Muzeului Național al Literaturii Române (CNCS B), București, 2013, 204 p. ISBN 978‐973‐167‐150‐5
- Critica de export. Teorii, contexte, ideologii, Editura Muzeul Literaturii Române (CNCS B), București, 2013, 336 p. ISBN 978-973-167-217-5